# Oßmannstedt
Oßmannstedt är en ortsteil i staden Ilmtal-Weinstraße i Landkreis Weimarer Land i förbundslandet Thüringen i Tyskland. Oßmannstedt var en kommun fram till den 31 december 2013 när den uppgick i Ilmtal-Weinstraße. Kommunen Oßmannstedt hade 1 240 invånare 2013.